# Minot Air Force Base
Minot Air Force Base est une importante base de l'United States Air Force située près de la petite ville de Minot dans le Dakota du Nord.
Elle abrite le 5th Bomb Wing de l'Air Combat Command sur B-52H et le 91st Space Wing de l'Air Force Space Command comptant 150 ICBM Minuteman III.
Elle constitue l'un des principaux dépôts d'armes nucléaires aux États-Unis avec plus de 1 250 ogives .
La population de la base compte au recensement des États-Unis de 2000 7 599 personnes civils et militaires.

## Galerie photographique

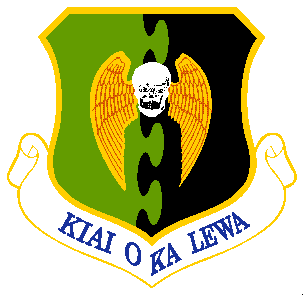
Emblème du 5th Bomb Wing.
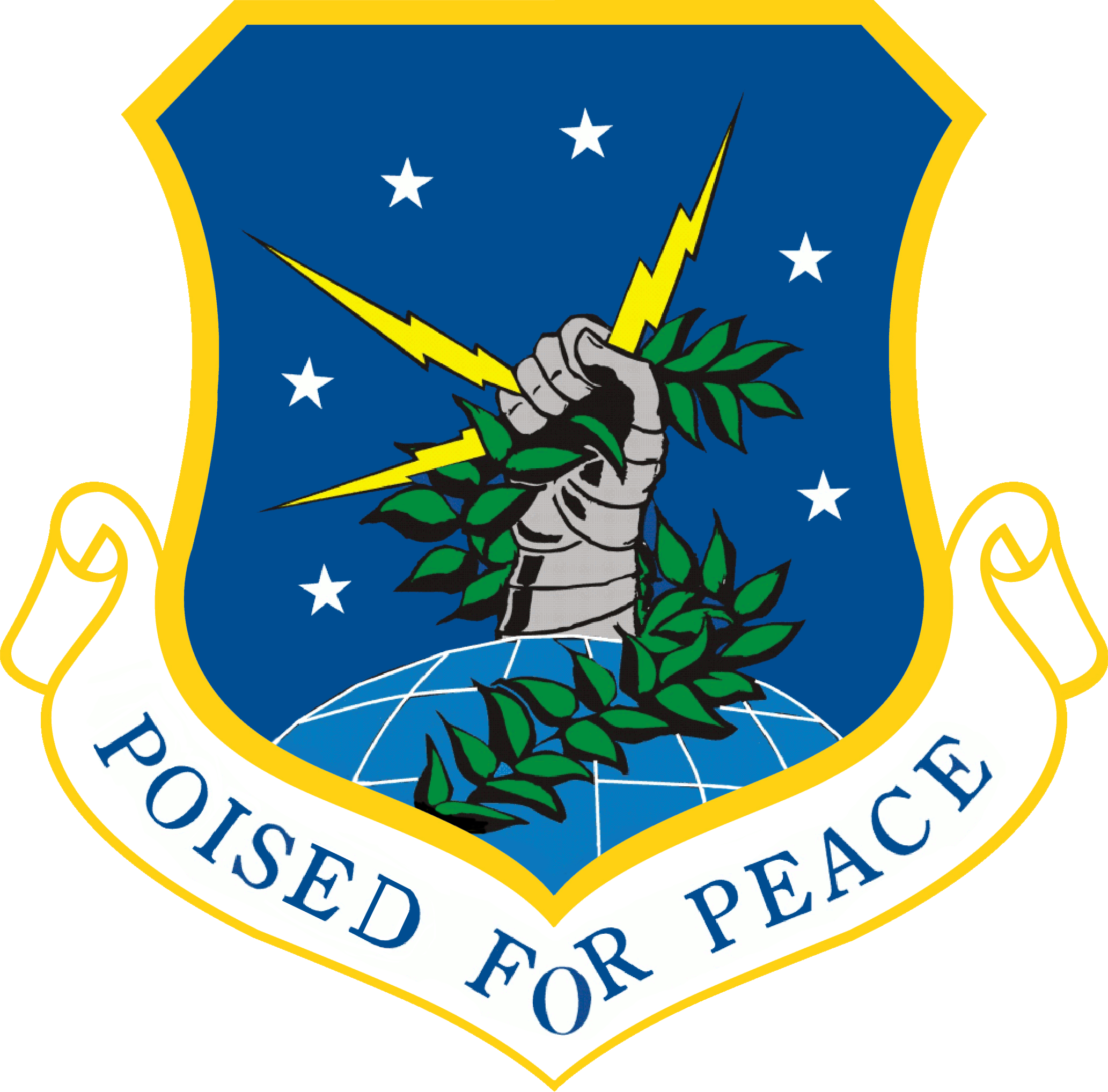
Emblème du 91st Space Wing.
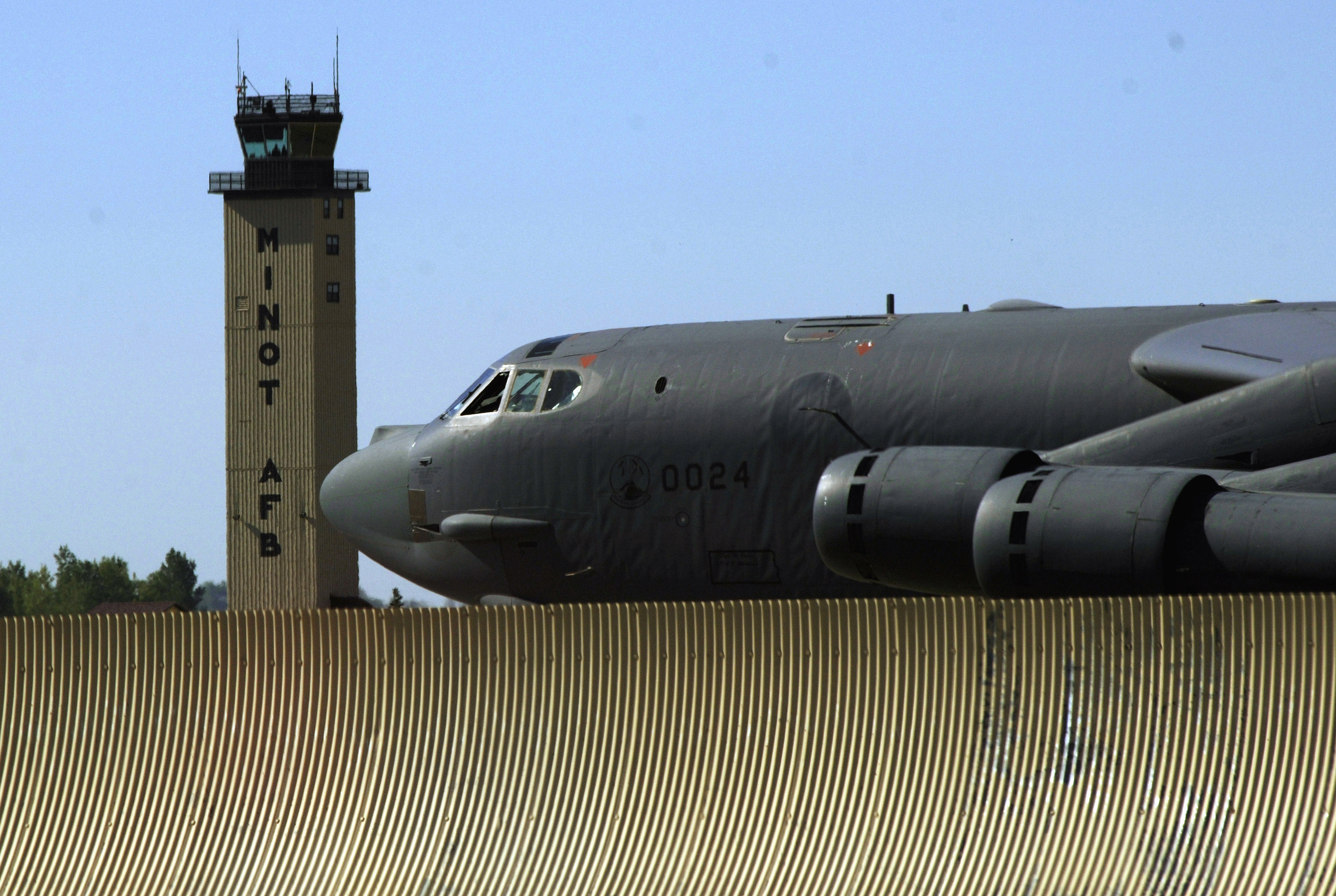
Un B-52 devant la tour de contrôle de Minot AFB.
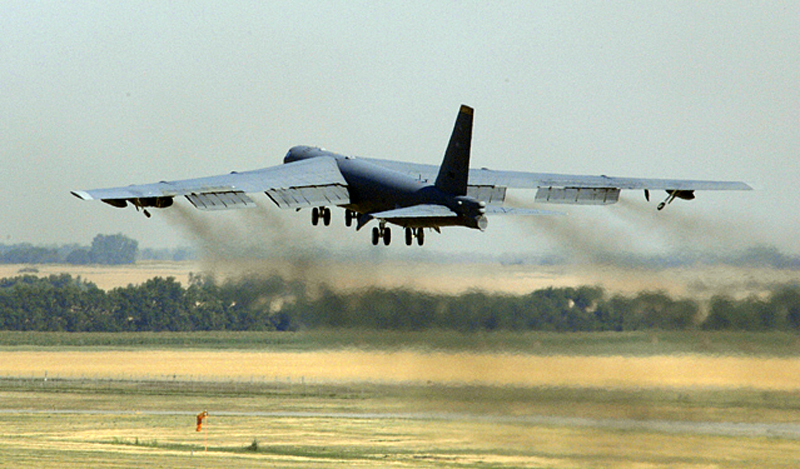
Un B-52 décollant de Minot AFB en 2007.
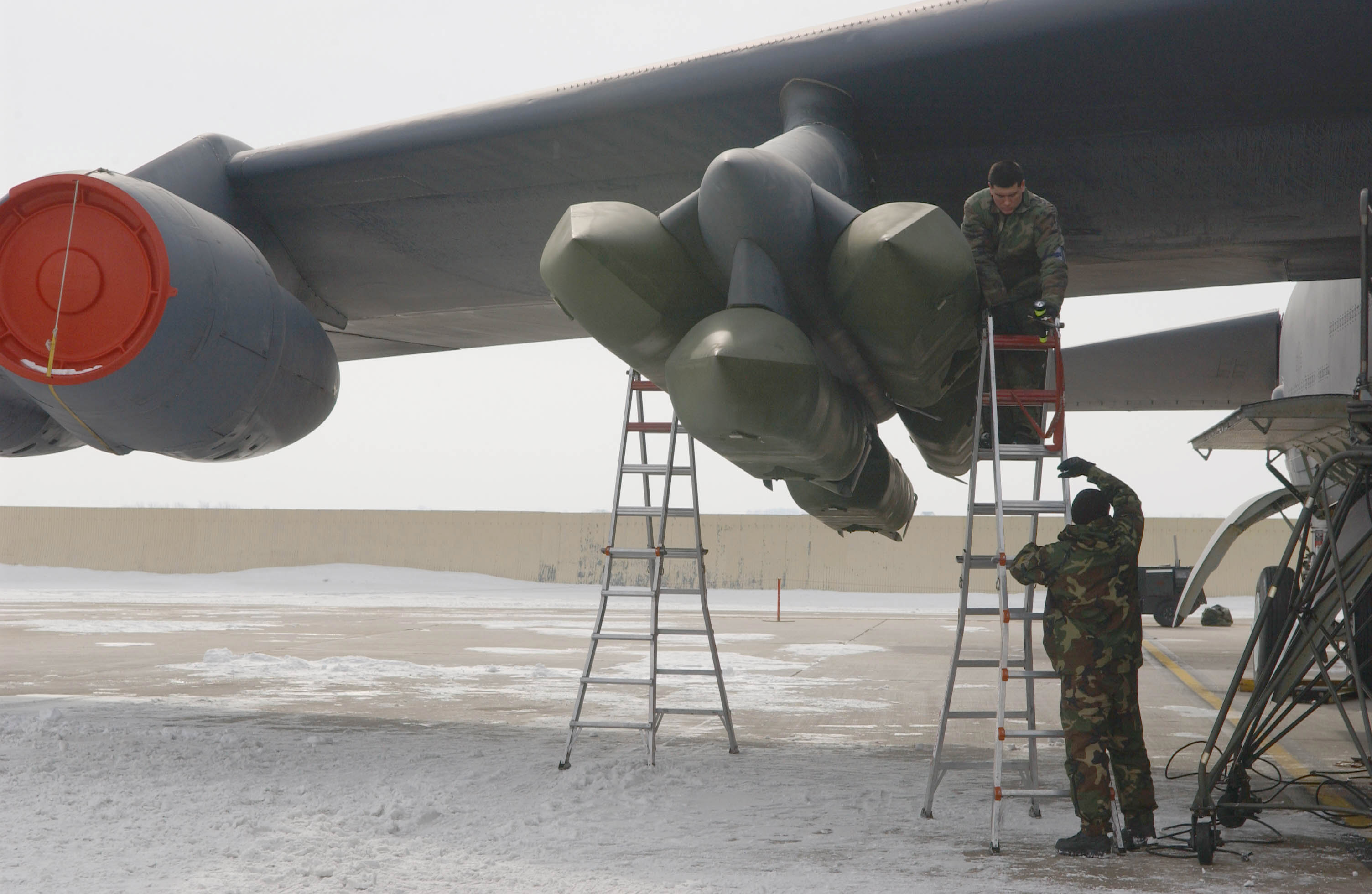
Missiles de croisière AGM-129 ACM monté lors d'un exercice.
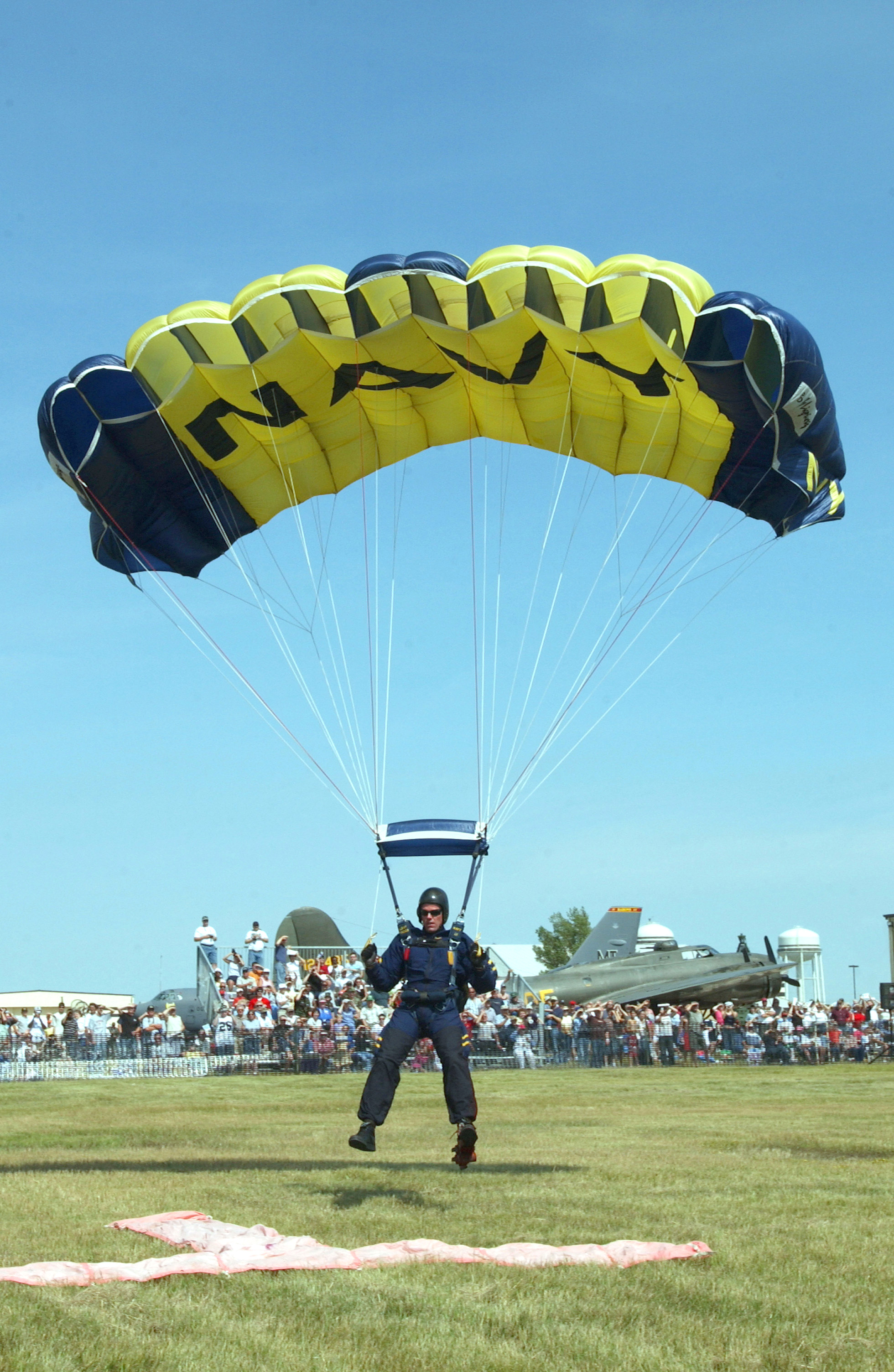
Spectacle aérien en 2004.

## Démographie
| 1970   | 1980  | 1990  | 2000  | 2010  | - |
| ------ | ----- | ----- | ----- | ----- | - |
| 12 077 | 9 880 | 9 095 | 7 599 | 5 521 | - |